# All-American Co-Ed
All-American Co-Ed ist ein US-amerikanischer Musicalfilm aus dem Jahr 1941 unter der Regie von LeRoy Prinz. Das Drehbuch basiert auf einer Originalgeschichte von LeRoy Prinz und Hal Roach Jr. Bob Sheppard (Johnny Downs), der ein Knaben-College besucht, gibt sich als Mädchen aus und sorgt für Turbulenzen im Mädchen-College, insbesondere bei Virginia (Frances Langford).

## Handlung
Als die Zeta Fraternity (dt. Studentenverbindung) der Quinceton-Universität in ihrer Musikshow die Chormädchen der Mar-Brynn-Gartenbaufachschule persifliert, indem sie die jungen Männer als Mädchen verkleidet auftreten lässt, versucht der Publizist Hap Holden Matilda Collinge, die Vorsitzende des Mädchencolleges, davon zu überzeugen, dass auch sie einen ähnlichen Werbegag brauche, um mehr Schüler an ihre Schule zu bekommen. Matilda hält jedoch wenig von einer solch würdelosen Vorstellung, wie sie findet. Ihre Nichte Virginia redet ihr jedoch zu, und so willigt sie in den Vorschlag ein, zwölf Stipendien zu vergeben an zwölf Schönheitsköniginnen mit solch phantasievollen Namen wie Tomaten- oder Kürbiskönigin und dergleichen. Um mehr Aufmerksamkeit zu erhalten, schreibt Virginia einen spöttischen Artikel für die Quinceton-Studentenzeitung. Dort beschließen die jungen Männer, sich zu revanchieren, und überreden ihren Wrestling Champion Bob Sheppard, sich als Mädchen auszustaffieren und mit um den Titel und eines der damit vergebenen Stipendien zu kämpfen. Bob bewirbt sich mit einem Foto als „Königin der Blumen“ und wird tatsächlich als einer der Stipendiaten ausgewählt. Widerwillig geht er als Mädchen verkleidet unter dem Namen Bobbie De Wolfe ans Mar Brynn, wo er ein Einzelzimmer bekommt, da Matilda aufgrund seiner heiseren Stimme eine Erkältung vermutet. Am College verliebt sich Bob gleich auf den ersten Blick in Virginia. Diese lädt ihn zu einem geheimen Singen in der Nacht vor der Kapelle ein. Als er dorthin unterwegs ist, allerdings als Bob, hält er sich aus Versehen an einem Glockenseil der Kapelle fest und erkennt zu seinem Erschrecken, dass er es festhalten muss, wenn er nicht will, dass durch das Glockengeläut Schüler und Lehrer der Universität geweckt werden. Dort wird er von Virginia entdeckt und drückt nun ihr das Seil in die Hände, um sie dann mit einem Kuss zu überrumpeln.
Am anderen Morgen teilt Bob seinen Kommilitonen mit, dass er das Verwechselspiel beenden möchte, da er sich in Virginia verliebt habe. Dazu kommt es aber nicht, allerdings zu einem weiteren Missverständnis zwischen Virginia und Bob, da Virginia annimmt, dass Bob auch ein Auge auf Bobbie geworfen hat. Am Tag der Show ereignet sich ein Zwischenfall, als Bob als Bobbie durchs Gewächshaus geht und sich seine Perücke in einer Pflanze verfängt. Von ihm unbemerkt, hat Virginia das gesehen und weiß nun Bescheid. Als Holden und Matilda davon erfahren, reagieren sie gereizt, sind aber so in Zeitdruck, dass sie nichts weiter unternehmen. Die Show wird ein Erfolg, und Bob und Virginia finden ebenfalls zueinander.

## Produktion und Hintergrund
Die Dreharbeiten für den Film begannen im Juli 1941. Am 31. Oktober 1941 startete All-American Co-Ed dann in den Kinos der USA. Für die Produktion verantwortlich zeichneten die Hal Roach Studios, Inc., vertrieben wurde der Film von der United Artists Corp.
Die Arbeitstitel des Films waren Campus Rhythm und All-American Girl. Der Film beginnt mit der schriftlichen Aussage, dass jede Ähnlichkeit der Geschichte, wenn sie denn mit dem tatsächlichen Leben an einem College übereinstimme, rein zufällig sei. All-American Co-End war eine von Hal Roachs gestrafften kurzen Komödien, die einem zweiten Film beigegeben wurden. Der erste dieser Kurzfilme war der ebenfalls 1941 erschienene Film Tanks a Million.
Songs im Film
– Musik und Text jeweils von Walter G. Samuels und Charles Newman –
- I’m A Chap With A Chip On My Shoulder – präsentiert von Johnny Downs und Chor, gesungen von Frances Langford
- Up At The Crack Of Dawn, gesungen von Marjorie Woodworth, den Tanner Sisters und Harry Langdon und Chor
- The Farmer’s Daughter, präsentiert von Frances Langford, den Tanner Sisters und Johnny Downs und Chor

– Musik und Text von Lloyd B. Norlin –
- Out of the Silence, gesungen von Frances Langford und Chor

## Kritik
Der Classic Film Guide sprach von einer „ziemlich lahm[en]“ Geschichte.

## Auszeichnungen
1942 war Edward Ward mit All-American Co-Ed in der Kategorie „Beste Filmmusik in einem Musikfilm“ für den Oscar nominiert, hatte jedoch gegenüber Frank Churchill und Oliver Wallace mit ihrer Musik für den Zeichentrickfilm Dumbo das Nachsehen.
Ebenfalls nominiert war Lloyd B. Norlin in der Kategorie „Bester Song“ mit seinem für den Film geschriebenen Lied Out of the Silence. Der Oscar ging jedoch an Jerome Kern und Oscar Hammerstein II für ihren Song The Last Time I Saw Paris aus dem Musicalfilm Lady Be Good.